# Храм Святых Царственных Страстотерпцев (Москва)
Храм Святых Царственных Страстотерпцев — православный храм в Войковском районе Москвы. Заложен в память об императоре Николае II и его семье. Это первый храм Москвы, посвящённый святым царственным страстотерпцам. Строительство велось в рамках программы строительства православных храмов в Москве. Относится к Всехсвятскому благочинию Московской епархии Русской православной церкви.

## История
Решение о строительстве храма Святых Царственных Страстотерпцев в 6-м Новоподмосковном переулке было принято 4 апреля 2011 года в ходе публичных слушаний. Позднее против этого активно выступал ряд жильцов близлежащих домов. Недовольство жителей было вызвано тем, что храм возводился на небольшом участке достаточно близко к жилым домам. Кроме того, храм разместился на месте бывшей парковки на 43 машиноместа. Местные жители утверждали, что они не были должным образом проинформированы о публичных слушаниях по поводу строительства храма, и поэтому подали в суд иск об их отмене. Жалоба жителей Войковского района рассматривалась в Московской городской думе. В результате компромисса с протестующими, проектная высота храма была уменьшена с 26 до 23 метров.
Стройплощадка будущего храма была огорожена в ноябре 2011 года. Весной 2012 года там была сооружена временная деревянная часовня, на Пасху её освятили. Поскольку на месте строительства проходит теплотрасса и газовые трубы, проект храма был разработан так, чтобы не затрагивать коммуникации. 8 марта 2013 года стройплощадку храма посетила глава Дома Романовых Мария Романова. 28 апреля 2013 года архиепископ Егорьевский Марк заложил в основание строящегося храма капсулу с землёй, взятой с места расстрела царской семьи.
17 июля 2014 года в престольный праздник на стройплощадке храма была совершена первая Литургия. На следующий день на храм были водружены кресты и купола. На Рождество 7 января 2015 года состоялась первая литургия в стенах храма, после чего богослужения стали регулярными.
Хотя в марте 2015 года депутат Госдумы, советник мэра Москвы Владимир Ресин и сообщил о завершении строительства храма, но стройка продолжалась и после этого.
31 июля 2021 года епископ Наро-Фоминский Парамон (Голубка) совершил чин великого освящения храма.

## Архитектура
Кирпичный двуглавый трёхапсидный храм прямоугольный в плане. Над входом расположена звонница. Храм рассчитан на 200 человек. Его высота составляет 23 метра. В храме установлен временный иконостас. Колокола изготовлены на Тутаевском заводе.